# Liam Lawson
Liam Lawson (født 11. februar 2002) er en newzealandsk racerkører, som kører for Formel 1-holdet Racing Bulls.

## Tidlige karriere
Han debuterede i formelsport i 2016, og vandt Formel Ford New Zealand i 2016-17 sæsonen. I 2019 kørte Liam i FIA Formel 3, og i 2021 i FIA Formel 2.
Han deltog i Super Formel 2023 og endte på en andenplads efter Ritomo Miyata for Mugen.

## Formel 1-karriere

### Reservekører
Lawson blev medlem af Red Bull Junior Team i 2019, og han blev ved 2022 sæsonen gjort til reservekører for Scuderia AlphaTauri. Ved 2023 sæsonen blev han også reservekører hos Red Bull Racing.

### AlphaTauri / Racing Bulls

#### 2023
Lawson fik sin Formel 1-debut ved Hollands Grand Prix 2023, da han erstattede Daniel Ricciardo, som havde brækket sin hånd i et uheld ved en træningssession. Han scorede sine første point i Formel 1 ved Singapores Grand Prix, hvor han sluttede på niendepladsen. Lawson endte med at køre fem ræs før at Ricciardo vendte tilbage.

#### 2024
Det lykkedes ikke Lawson at finde en plads i 2024 sæsonen, og han vendte tilbage som rollen som reservekører. Efter Singapores Grand Prixbesluttede RB dog at droppe Ricciardo, og Lawson blev givet sæsonens sidste seks grand prix.

### Red Bull Racing

#### 2025
I december 2024 blev det annonceret, at Sergio Pérez ville forlade Red Bull, og at Lawson ville køre for holdet i 2025 sæsonen. Han havde dog en elendig start på sin tid på holdet. Ved Australiens Grand Prix kørte han galt på en glat bane og ved Kinas Grand Prix kvalificerede han sig bagerst i begge weekendens to kvalifikationssessioner. Efter bare to ræs med holdet, så blev han som droppet.

### Racing Bulls retur

#### 2025
Efter bare to ræs i 2025 sæsonen, så vendte Lawson tilbage til Racing Bulls, hvor han erstattede Yuki Tsunoda, som rykkede til Red Bull i stedet.